# Salonwagen von Cecil Rodes

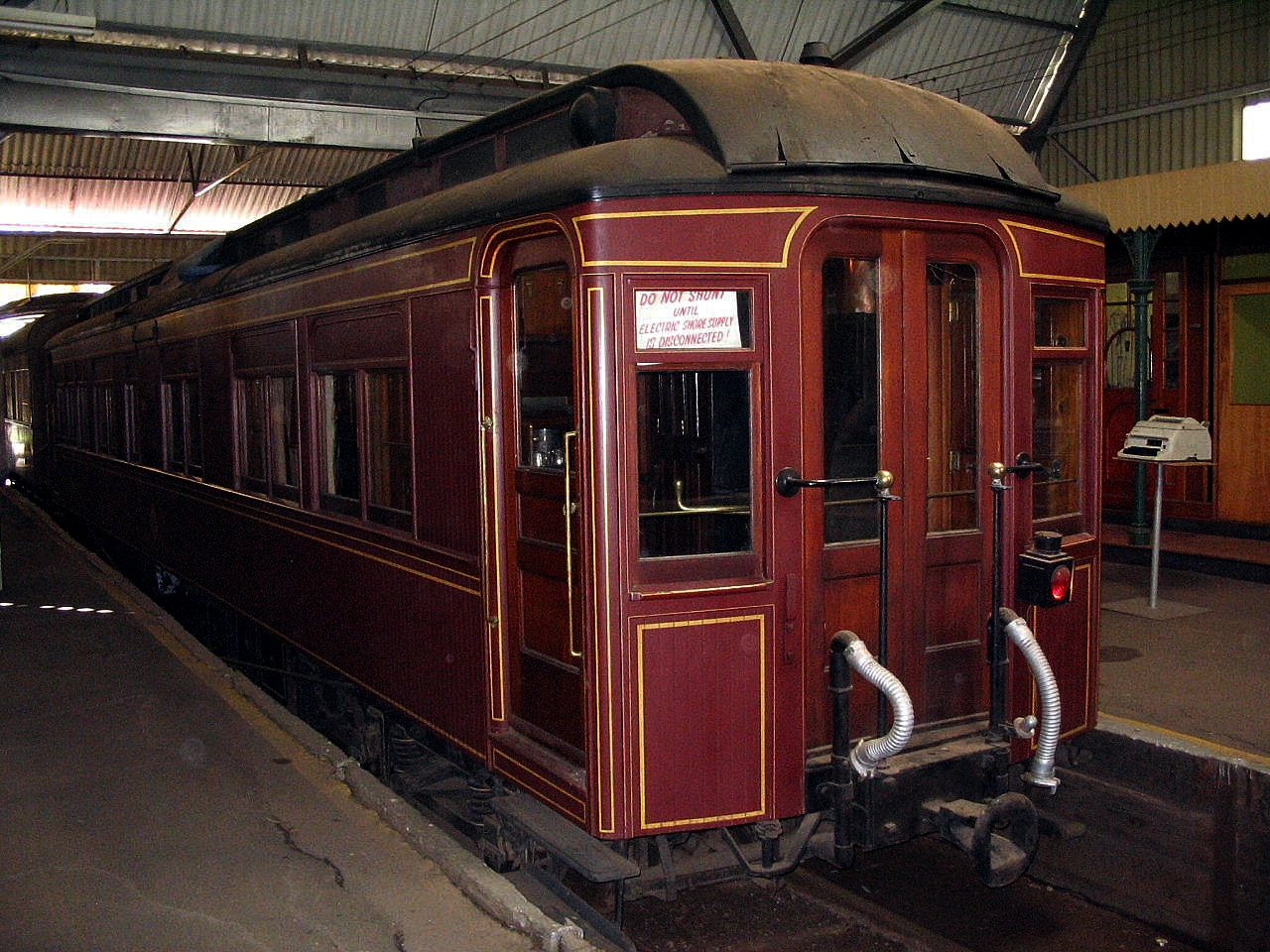
Salonwagen von Cecil Rhodes im Zimbabwe National Railways Museum

Der Salonwagen von Cecil Rodes ist ein Salonwagen, der von De Beers 1896 für ihren Präsidenten, Cecil Rhodes (1853–1902), beschafft wurde.

## Fahrzeug
Das Fahrzeug wurde 1896 von der Pullman Palace Car Company in Chicago gebaut, in 129 Einzelteilen nach Südafrika verschifft, dort zusammengebaut und 1897 in Betrieb genommen. Der Wagenaufbau besteht aus Teakholz, die Innenverkleidung aus Walnussholz. Der Wagen hat einen Salon, ein Speisezimmer mit kleiner Küche, einen Schlafraum mit Toilette und ein Bad.

## Geschichte
Cecil Rhodes nutzte den Wagen bis zu seinem Tod 1902 in Muizenberg. Seine Leiche wurde von dort mit dem Fahrzeug an den Begräbnisplatz im Matopo-Gebirge, südlich von Bulawayo im heutigen Simbabwe, gebracht. Dazu wurden die ursprüngliche Möblierung ausgeräumt und ging verloren. 1953 kam der Wagen zu den Rhodesian Railways, die ihn bei besonderen Anlässen nutzte. 1968 wurde der Wagen dem Eisenbahnmuseum in Bulawayo übergeben, wo er in der Dauerausstellung zu besichtigen ist.